# دومينيك جوينن
دومينيك جوينن (بالإنجليزية: Dominick Guinn) مواليد 10 أبريل 1975 في أركنساس، الولايات المتحدة، هو ملاكم أمريكي يصنف ضمن فئة الوزن الثقيل.

## إحصائيات
خاض خلال مسيرته 46 نزالا، فاز في 35 وتعادل في 1 وخسر في 10. فاز بالضربة القاضية في 24 نزالا.

## روابط خارجية
- دومينيك جوينن على موقع بوكس ريك (الإنجليزية) (registration required)